# François De Wagheneire
François De Wagheneire (nascido em 19 de setembro de 1937) é um ex-ciclista belga que competia tanto em provas de estrada, quanto de pista. Representou seu país, Bélgica, nos Jogos Olímpicos de Verão de 1956 em Melbourne.